# Trichodesma angustifolium
Trichodesma angustifolium là loài thực vật có hoa trong họ Mồ hôi. Loài này được Harv. miêu tả khoa học đầu tiên.